# Billboard Hot 100
Billboard Hot 100 je lista najpopularnijih singlova u Sjedinjenim Američkim Državama koju tjedno objavljuje časopis Billboard. Lista nastaje na osnovi broja prodanih singlova u kombinaciji s izvođenjem u radijskim programima (eng. airplay). Ponedjeljkom započinje tjedan u kojem se broji prodaja singlova, a završava u nedjelju. Radijske izvedbe se mjeri u razmaku između srijede do utorka. Sa svim podatcima, lista se službeno objavljuje u četvrtak. Završni nadnevak do kada je ljestvica službena je subota nakon dva tjedna. Primjer:
- ponedjeljak, 1. siječnja – početak prodaje singlova
- srijeda, 3. siječnja – početak mjerenja emitiranja u eter
- nedjelja, 7. siječnja – završetak prodaje singlova
- utorak, 9. siječnja – završetak mjerenja emitiranja u eter
- četvrtak, 11. siječnja – Billboard objavljuje službenu listu singlova sa završnim datumom 20. siječnja

## Povijest ljestvice
Listu koju danas znamo pod nazivom Hot 100, postojala je petnaestak godina pod raznim nazivima. Tijekom 1940-ih i 1950-ih, najbolji singlovi su rangirani u 3 ljestvice:
- Best Sellers In Stores – lista najprodavanijih singlova
- Most Played By Jockeys – lista najemitiranijih pjesama na američkim radio postajama
- Most Played In Jukeboxes – lista najslušanijih pjesama na jukeboxu. Ova lista je bila prikaz popularnosti pjesama kod ljudi, jer su radio postaje tijekom mnogih godina izbjegavale rock and roll

Iako su sve tri liste imale jednaku “težinu” i važnost, mnogi povjesničari se slažu da je lista Best Seller In Stores najrelevantnija i najbliža današnjoj Hot 100 listi.
Billboard je osmislio i četvrtu listu koja je bila kombinacija dosadašnjih (uključivala je prodaju, radijsko emitiranje i jukebox), tako da se konačna lista dobivala po bodovnom sustavu u kojem se veću važnost poklanjalo prodaji singlova. U tjednu sa završnim datumom 12. studenog 1955. Billboard je objavio The Top 100 po prvi puta. Liste Best Sellers In Stores, Most Played By Jockeys i Most Played In Jukeboxes su se nastavile paralelno objavljivati uz Top 100 listu.
Billboard je 17. lipnja 1957. ukinuo listu Most Played In Jukeboxes a razlog je bio taj što su radio postaje počele puštati rock glazbu. Sa završnim datumom 28. srpnja 1958. je objavljena posljedan lista .
4. kolovoza 1958., Billboard je premijerno objavio jednu glavnu listu singlova koja je obuhvaćala sve žanrove – Hot 100. Ova je lista postala glavna, pa je 13. listopada 1958. ukinuta i do tada najvažnija Best Sellers In Stores. I danas je ova lista najrelevantniji pokazatelj popularnosti singlova u SAD-u. Danas jet a lista sastavljena od radijskog emitiranja i prodaje singlova (fizičkih i digitalnih). Tako listu čine tri manje:
1. Hot 100 Airplay – uključeno je preko 1.000 radio postaja s glazbom žanrova adult contemporary, R&B, hip hop, country, rock, gospel, latino glazba, crkvena glazba. Lista se sastavlja po broju slušatelja.
2. Hot 100 Singles Sales – najprodavaniji singlovi po Nielsen SoundScan
3. Hot Digital Songs – lista najprodavanijih digitalnih singlova po Nielsen SoundScan

Metode kojima se dolazilo do završne liste su se mijenjale više puta tijekom povijest ljestvice. Glavna zadaća ove liste uvijek je bila odraz popularnosti pjesama i albuma bez utjecaja glazbene industrije. Upravo je to bio razlog što je Billboard mijenjao metodologiju nastanka liste kojom je želio prikazati trenutni odraz popularnosti glazbe. Većinom se to svodilo na utjecaj prodaje singlova i radijskog emitiranja. Dok je prodaja singlova u uglavnom bila glavni pokazatelj popularnosti, u nekim periodima zbog slabe prodaje singlova više pažnje usmjereno na radijsko emitiranje.
Kako su desetljeća prolazila, glazbena je industrija više važnosti poklanjala albumima nego singlovima. Glazbenici su svoj rad izražavali kroz albume više nego kroz singlove, pa su tako 1990-ih mnoge glazbene kompanije prestale izdavati singlove. Tako su bodovi koje je pjesma skupila po radijskom emitiranju bili važniji nego oni koji se bilo dobilo za prodaju. Billboard je više puta mijenjao odnos radijsko emitiranje/prodaja radi izražavanja stvarne popularnosti pjesme.

### Singl s dvjema stranama
Billboard je u više navrata mijenjao i pravila o dvostranom singlu (two-sided singles). U eri prije Hot 100 liste, dok je najvažnija lista bila Best Sellers In Stores, A-strana i B-strana su ulazile zajedno na listu i bile na jednom mjestu, dok se označavala po pjesmi koja je bila popularnija. To se promijenilo 1958. te se razdvojilo Ai B-stranu. Tako je ostalo i do danas. 
Problemi su nastali 1969. kada je doneseno pravilo da se pjesme ulaze zajedno na listu ako imaju slično radijsko emitiranje. To su izdavačke kuće počele iskorištavati, tako što su obje pjesme stavljali s obje strane singla. Još veći problem je nastao po izlasku 12" singla i maxi singova, koji su na svojoj B-strani sadržavali više od jedne pjesme. Uključivanje albuma na Hot 100 listu stavilo je ovaj problem dvostrukih sinlova sa strane.

### Singlovi i radijsko emitiranje ("albums cut")
Iako su se mnoga pravila na Hot 100 listi mijenjala, jedno je pravilo ostalo stalno: pjesma nije mogla ući na Hot 100 listu, osim ako nije izdana kao singl. Ali se 5. prosinca 1998. i to promijenilo pa je lista promijenila naziv iz Hot 100 singles u Hot 100 songs listu. Tijekom 1990-ih se razvio trend promoviranja pjesma preko radija, ali bez izdavanja iste kao singla. Mnoge velike kompanije su tvrdile da singlovi uništavaju prodaju albuma, pa su ih tako pomalo izbacivali. Tako su započei problemi jer su izdavačke kuće odbijale izdavati singlove dok ta pjesma ne bi dospjela na vrh ljestvice radijskog emitiranja. Ponekad su i brisali singlove iz svojih kataloga već nakon jednog tjedna, jer bi tako na taj način dopustili ulazak pjesme na Hot 100 listu.
Mnogo popularnih pjesama iz tog razdoblja nikada nisu izdani kao singlovi pa nisu nikada ušli na Hot 100 listu. Ali su mnoge od njih dominirale Hot 100 Airplay listom i to kroz duže periode:
- 1995 – The Rembrandts – "I'll Be There For You"
- 1996 – No Doubt – "Don't Speak"
- 1997 – Sugar Ray ft. Super Cat – "Fly"
- 1997 – Will Smith – "Men In Black"
- 1997 – The Cardigans – "Lovefool"
- 1998 – Natalie Imbruglia – "Torn"
- 1998 – Goo Goo Dolls – "Iris"

Tako je Billboard nakon mnogih pregovora pristao na uključivanje takvih pjesma na listu (singlovi emitirani samo na radiju, "albums cut").

### EP-ovi
Dok su se u početcima liste EP-jevi uključivali na popis Hot 100, tijekom 1960-ih zbog velike su popularnosti albuma premješteni na ljestvicu Billboard 200, gdje su ostali i danas.

## Vanjske poveznice
- Billboard - Službena stranica
- Trenutni Billboard Hot 100
- Billboardova metoda